# Matagami Airport
Matagami Airport är en flygplats i Kanada. Den ligger i den sydöstra delen av landet, 500 km norr om huvudstaden Ottawa. Matagami Airport ligger 279 meter över havet.
Terrängen runt Matagami Airport är platt. Runt Matagami Airport är det ganska glesbefolkat, med 26 invånare per kvadratkilometer.. Närmaste större samhälle är Matagami, 12,3 km öster om Matagami Airport.
I omgivningarna runt Matagami Airport växer i huvudsak blandskog.